# Sebalter
Sebalter, egl. Sebastiano Paù-Lessi, er en schweizisk sanger og violinist, født 1985 i Giubiasco. Den 2. februar 2014 vandt han Die Grosse Entscheidungsshow, den schweiziske forhåndsudvælgelse til Eurovision Song Contest, med sangen "Hunter of Stars".
Han repræsenterede efterfølgende Schweiz med nummeret ved Eurovision Song Contest 2014 i København, hvor det gik videre fra den anden semifinale den 8. maj og endte på en 13. plads ved finalen to dage senere.